# Star Valley (Arizona)
Star Valley es un pueblo ubicado en el condado de Gila en el estado estadounidense de Arizona. En el Censo de 2010 tenía una población de 2310 habitantes y una densidad poblacional de 24,69 personas por km².

## Geografía
Star Valley se encuentra ubicado en las coordenadas 34°15′15″N 111°13′16″O / 34.25417, -111.22111. Según la Oficina del Censo de los Estados Unidos, Star Valley tiene una superficie total de 93.58 km², de la cual 93.55 km² corresponden a tierra firme y (0.02%) 0.02 km² es agua.

## Demografía
Según el censo de 2010, había 2.310 personas residiendo en Star Valley. La densidad de población era de 24,69 hab./km². De los 2.310 habitantes, Star Valley estaba compuesto por el 91.43% blancos, el 0.22% eran afroamericanos, el 1.52% eran amerindios, el 0.52% eran asiáticos, el 0.09% eran isleños del Pacífico, el 3.77% eran de otras razas y el 2.47% pertenecían a dos o más razas. Del total de la población el 9.91% eran hispanos o latinos de cualquier raza.